# Kazimierz Augustowski

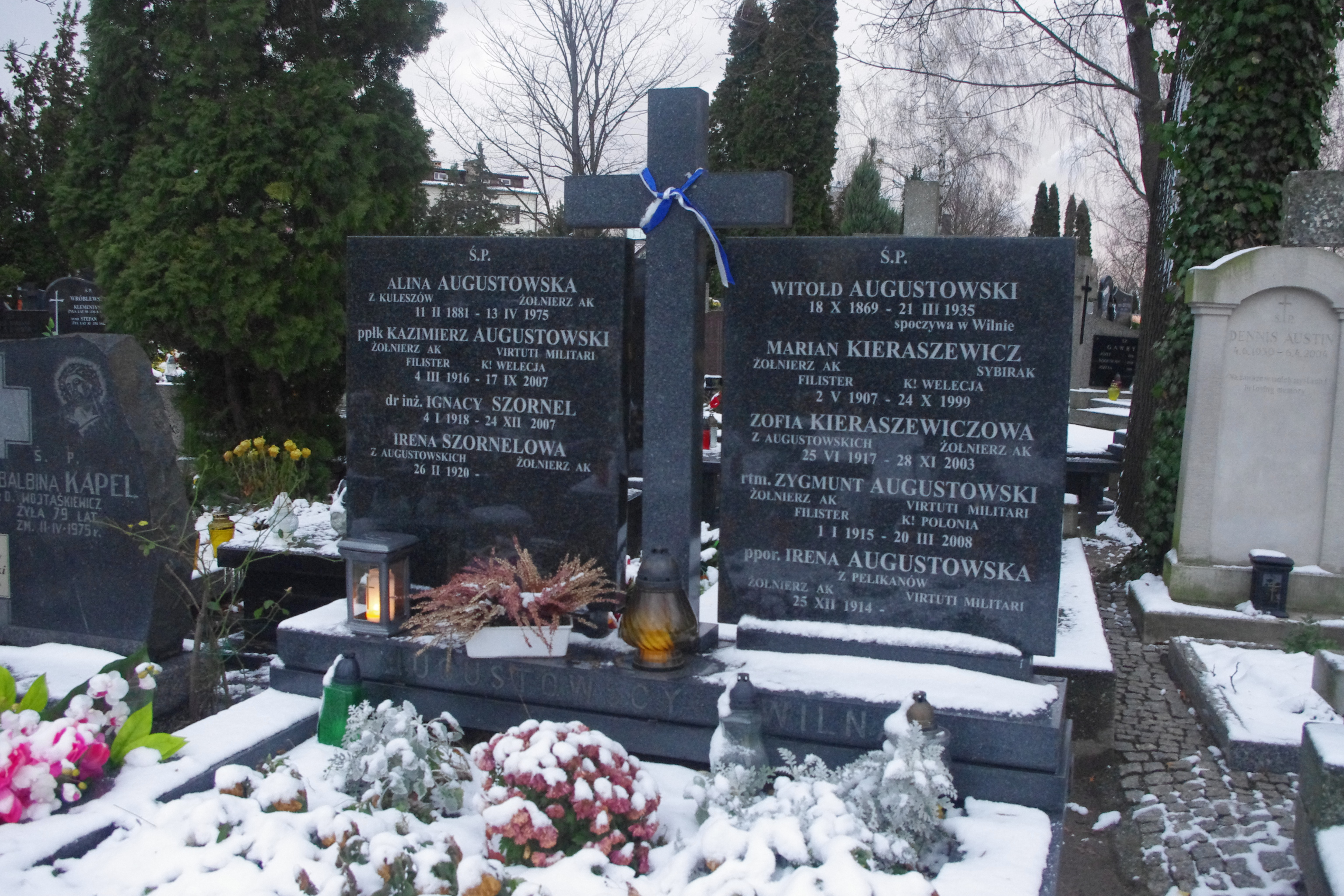
Grób braci Kazimierza i Zygmunta Augustowskich na Cmentarzu Wilanowskim w Warszawie

Kazimierz Augustowski ps. Kostek, Prus (ur. 4 marca 1916 w Wilnie, zm. 17 września 2007 w Warszawie) – polski żołnierz podziemia, podpułkownik Wojska Polskiego, członek Związku Walki Zbrojnej, komendant Bazy Okręgu Wileńskiego i Nowogrodzkiego przy Komendzie Głównej Armii Krajowej.

## Życiorys
Syn Witolda Augustowskiego. Absolwent Gimnazjum oo. Jezuitów w Wilnie, a następnie Wydziału Farmacji Uniwersytetu Jagiellońskiego. Filister Korporacji Akademickiej Welecja.
W czasie okupacji niemieckiej jako podkomendny Aleksandra Krzyżanowskiego „Wilka” był Komendantem Bazy Okręgu Wileńskiego i Nowogrodzkiego przy Komendzie Głównej AK, uczestnik powstania warszawskiego w szeregach batalionu „Czata 49”, więziony przez Niemców w stalagu Zeithain. Po zakończeniu działań wojennych uczestnik podziemia niepodległościowego, więziony przez bezpiekę w Areszcie Śledczym Warszawa-Mokotów i Zakładzie Karnym we Wronkach. Po zwolnieniu z więzienia prowadził starania mające na celu ustalenie miejsca pochówku swojego komendanta Aleksandra Krzyżanowskiego zmarłego w szpitalu więzienia Mokotowskiego. Był obecny przy ekshumacji Krzyżanowskiego, w czasie której dokonał jego identyfikacji wraz z żoną zmarłego, Janiną Krzyżanowską.
Po przemianach ustrojowych w Polsce, był zaangażowany w działalność na rzecz odrodzenia ruchu korporacyjnego w Polsce, był prezesem Stowarzyszenia Filistrów Welecji.
Pochowany 21 września 2007, na cmentarzu wilanowskim w Warszawie.

## Ordery i odznaczenia
- Krzyż Srebrny Orderu Virtuti Militari nr 12763
- Krzyż Walecznych (dwukrotnie)
- Brązowy Krzyż Zasługi z Mieczami
- Brązowy Medal „Za Zasługi dla Obronności Kraju”
- Medal „Pro Memoria”